# Coppa del Re 2024 (hockey su pista)
La Coppa del Re 2024 è stata la 80ª edizione della principale coppa nazionale spagnola di hockey su pista. La competizione ha avuto luogo con la formula della final eight dal 7 al 10 marzo 2024 presso il 	Pavelló Munipal Joan Ortoll di Calafell.
Il trofeo è stato conquistato dal Barcellona per la ventiseiesima volta nella sua storia superando in finale il Sant Just.

## Squadre partecipanti
Le squadre qualificate sono le prime otto 
classificate al termine del girone di andata dell'OK Liga 2023-2024.
| Club          | Qualificazione                             |
| ------------- | ------------------------------------------ |
| Barcellona    | 1º posto nel girone di andata dell'Ok Liga |
| Sant Just     |                                            |
| Noia          |                                            |
| Reus Deportiu |                                            |
| Calafell      |                                            |
| Igualada      |                                            |
| PAS Alcoi     |                                            |
| Voltregà      |                                            |

## Risultati

### Quarti di finale
| Squadra 1    | Risultato        | Squadra 2     |
| ------------ | ---------------- | ------------- |
| 7 marzo 2024 |                  |               |
| Sant Just    | 5 - 4            | PAS Alcoi     |
| Noia         | 3-3 (4-5 d.rig.) | Calafell      |
| 8 marzo 2023 |                  |               |
| Barcellona   | 3 - 1            | Reus Deportiu |
| Voltregà     | 4 - 2            | Igualada      |

### Semifinali
| Squadra 1    | Risultato | Squadra 2 |
| ------------ | --------- | --------- |
| 9 marzo 2023 |           |           |
| Barcellona   | 3 - 2     | Voltregà  |
| Sant Just    | 3 - 1     | Calafell  |

### Finale
| Calafell 10 marzo 2024 | Barcellona | 6 – 0 | Sant Just | Pavelló Munipal Joan Ortoll |